# Cusco
 For regionen, se Cusco (region).
Cusco (spansk: Cuzco; quechua: Qusqu eller Qosqo) er en by i det sydøstlige Peru, nær Urumbamba-dalen ved Andesbjergene. I 2013 havde byen 435.114 indbyggere.
Byen var inkaernes historiske hovedstad fra det 13. århundrede indtil spaniernes erobring i det 16. århundrede. Cusco kom på UNESCOs Verdensarvsliste i 1983. Byen er en betydningsfuld turistdestination og huser næsten 2 millioner besøgende årligt. Perus forfatning designerer Cusco til at være den historiske hovedstad for Peru.
Det menes at det var planen, at byens grundplan skulle ligne en puma. Spanierne ankom til byen i 1533 og den blev derefter en del af det spanske imperium. Ikke langt fra Cusco ligger den kendte inkaruin Machu Picchu.
- Wikimedia Commons har flere filer relateret til Cusco

13°32′S 71°57′V / 13.533°S 71.950°V